# مارلين فريدمان
مارلين فريدمان (بالإنجليزية: Marilyn Friedman)‏ هي فيلسوفة أمريكية، ولدت في 7 أبريل 1945.